# Mont-Dauphin
 Mont-Dauphin  es una comuna y población de Francia, en la región de Provenza-Alpes-Costa Azul, departamento de Altos Alpes, en el distrito de Briançon y cantón de Guillestre.
Está integrada en la Communauté de communes du Guillestrois .

## Demografía
| 142 | 59 | 67 | 83 | 73 | 87 |
| Para los censos de 1962 a 1999 la población legal corresponde a la población sin duplicidades (Fuente: INSEE [Consultar]) |    |    |    |    |    |